# 黒澤はゆま
黒澤 はゆま（くろさわ はゆま、1979年 - ）は、日本の歴史小説家、コラムニスト。男性。宮崎県出身、大阪府在住。アップルシード・エージェンシー所属。

## 来歴
九州大学卒業。システムエンジニアとして勤務する傍らで、小説教室「玄月の窟」に2年間通い、2013年に歴史小説『劉邦の宦官』で作家デビュー。cakesで連載したコラム「なぜ闘う男は少年が好きなのか」は累計100万PVを誇り、2017年にKKベストセラーズより書籍化された。

## 著書
- 『劉邦の宦官』（2013年 双葉社）
- 『九度山秘録：信玄、昌幸、そして稚児』（2015年 河出書房新社）
- 『なぜ闘う男は少年が好きなのか』（2017年 KKベストセラーズ）
- 『戦国、まずい飯!』（2020年 集英社インターナショナル）
- 『小説で読む名作戯曲 曽根崎心中』（2020年 光文社）　※原作：近松門左衛門
- 『戦国ラン 手柄は足にあり』（2022年 集英社インターナショナル）
- 『世界史の中のヤバい女たち』（2023年 新潮社）

## WEB連載
- 文楽かんげき日誌‐国立文楽劇場
- なぜ闘う男は少年が好きなのか？‐cakse
- 黒澤はゆま記事一覧‐wotpi